# 林夢官
林夢官（？年—？年），號風玉，福建漳州府龙溪县人。明末政治人物。

## 生平
天啓七年（1627年）丁卯科福建乡试舉人，崇祯七年（1634年）甲戌科进士，吏部观政，本年授南户部江西司主事，八年管理扬州钞关，九年升贵州司郎中，十年出任宁波府知府。十四年官至江西九江兵备副使。